# 4e étape du Tour d'Espagne 2007
La 4e étape du Tour d'Espagne 2007 a eu lieu le 4 septembre. Le parcours de 182 kilomètres relie Langreo à Lagos de Covadonga.

## Récit
La Vuelta 2007 impose dès son 4e une première étape de montagne aux coureurs. Après les ascensions de l'Alto de la Fraya de los Lobos (2e catégorie) en début de parcours, et de l'Alto de la Llama, cette étape de 185 km s'achève par 12,6 km de montée vers les Lacs de Covadonga.
186 coureurs sont au départ à Langreo. L'Italien Lorenzo Bernucci (T-Mobile) a été retiré par son équipe après l'annonce d'un contrôle antidopage positif sur le Tour d'Allemagne.
Les premiers kilomètres pentus sont propices aux attaques. Un groupe d'une trentaine de coureurs s'extrait du peloton dans la première côte de la journée. Ce groupe, comprenant notamment Stijn Devolder, Franco Pellizotti, Christopher Horner, Vladimir Efimkin, Sylvain Chavanel, compte jusqu'à plus de 6 minutes d'avance, avant que le peloton ne réagisse. L'écart est inférieur à 3 minutes lorsque les hommes de tête entament l'ascension vers les Lacs de Covadonga.
Le peloton, emmené par l'équipe Team CSC, et notamment Íñigo Cuesta, revient sur les échappés, à l'exception de Vladimir Efimkin, parti d'abord avec Sylvain Chavanel, puis seul. Trois coureurs se détachent : Leonardo Piepoli, Denis Menchov et Carlos Sastre. Cadel Evans, plus à la peine sur certaines accélérations, suit avec quelques secondes de retard.
À l'arrivée, Efimkin devance ses poursuivants Menchov, Sastre, Monfort, Devolder et Piepoli d'une minute et six secondes et prend la première place du classement général. Evans termine à 22 secondes de ce groupe.
Cette première arrivée au sommet n'a pas vu des leaders creuser des écarts rédhibitoires, mais a permis de jauger la forme des principaux favoris. Menchov, Sastre et Piepoli ont semblé les plus à l'aise. Cependant Evans, meilleur en contre-la-montre, n'est pas loin.
On note la présence de deux Belges aux 4e et 5e places du classement général : Devolder et Monfort. Le premier, récent vainqueur du Tour d'Autriche, est le leader de la Discovery Channel sur cette Vuelta. Le second, 7e du Tour d'Allemagne le mois précédent, voit ce tour comme un test. Le dernier Belge présent dans les premières places du classement final d'un Tour d'Espagne est Johan Bruyneel, 3e en 1995.

## Classement de l'étape
| \| 1. \| Vladimir Efimkin \| \| en \| 4 h 39 min 56 s \| \| 2. \| Leonardo Piepoli \| \| + \| 1 min 06 s \| \| 3. \| Stijn Devolder \| \| \| \| \| 4. \| Denis Menchov \| \| \| \| \| 5. \| Maxime Monfort \| \| \| \| \| 6. \| Carlos Sastre \| \| \| \| \| 7. \| Cadel Evans \| \| \| 1 min 28 s \| \| 8. \| Sylvain Chavanel \| \| \| 1 min 33 s \| \| 9. \| Ezequiel Mosquera \| \| \| 1 min 36 s \| \| DSQ \| Leonardo Bertagnolli[1] \| \| \| 1 min 49 s \| |                      |  |    |                 |
| 1. | Vladimir Efimkin     |  | en | 4 h 39 min 56 s |
| 2. | Leonardo Piepoli     |  | +  | 1 min 06 s      |
| 3. | Stijn Devolder       |  |    |                 |
| 4. | Denis Menchov        |  |    |                 |
| 5. | Maxime Monfort       |  |    |                 |
| 6. | Carlos Sastre        |  |    |                 |
| 7. | Cadel Evans          |  |    | 1 min 28 s      |
| 8. | Sylvain Chavanel     |  |    | 1 min 33 s      |
| 9. | Ezequiel Mosquera    |  |    | 1 min 36 s      |
| DSQ | Leonardo Bertagnolli |  |    | 1 min 49 s      |

## Classement général
| \| 1. \| Vladimir Efimkin \| \| en \| 16 h 02 min 50 s \| \| 2. \| Denis Menchov \| \| + \| 1 min 06 s \| \| 3. \| Carlos Sastre \| \| \| \| \| 4. \| Maxime Monfort \| \| \| \| \| 5. \| Stijn Devolder \| \| \| \| \| 6. \| Leonardo Piepoli \| \| \| \| \| 7. \| Cadel Evans \| \| \| 1 min 28 s \| \| 8. \| Sylvain Chavanel \| \| \| 1 min 33 s \| \| 9. \| Ezequiel Mosquera \| \| \| 1 min 36 s \| \| DSQ \| Leonardo Bertagnolli[1] \| \| \| 1 min 49 s \| |                      |  |    |                  |
| 1. | Vladimir Efimkin     |  | en | 16 h 02 min 50 s |
| 2. | Denis Menchov        |  | +  | 1 min 06 s       |
| 3. | Carlos Sastre        |  |    |                  |
| 4. | Maxime Monfort       |  |    |                  |
| 5. | Stijn Devolder       |  |    |                  |
| 6. | Leonardo Piepoli     |  |    |                  |
| 7. | Cadel Evans          |  |    | 1 min 28 s       |
| 8. | Sylvain Chavanel     |  |    | 1 min 33 s       |
| 9. | Ezequiel Mosquera    |  |    | 1 min 36 s       |
| DSQ | Leonardo Bertagnolli |  |    | 1 min 49 s       |

## Classements annexes
| Classement | Coureur          | Total            |
| ---------- | ---------------- | ---------------- |
| points     | Óscar Freire     | 65 pts           |
| montagne   | Serafín Martínez | 35 pts           |
| combiné    | Vladimir Efimkin | 9 pts            |
| équipe     | Caisse d'Épargne | 48 h 13 min 24 s |